# Gondar (Amarante)
Gondar ist eine Gemeinde im Nordwesten Portugals.

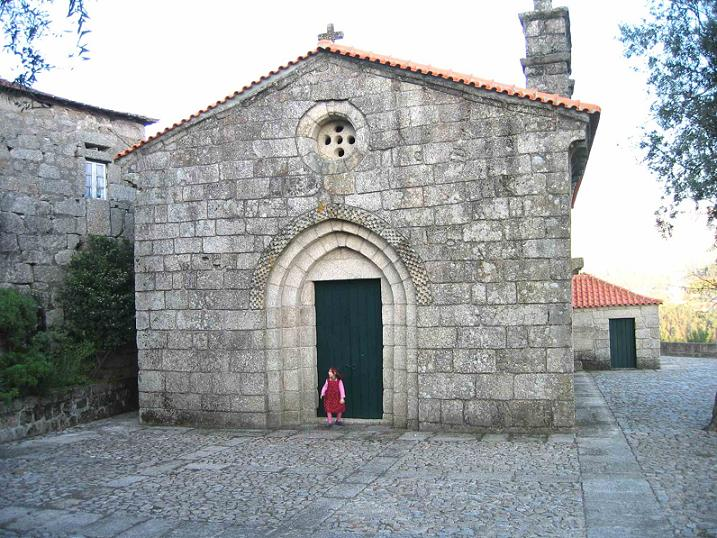
Romanische Kirche von Gondar

Gondar gehört zum Kreis Amarante im Distrikt Porto, besitzt eine Fläche von 9,6 km² und hat 1536 Einwohner (Stand 19. April 2021).

## Bauwerke
- Igreja Velha de Gondar oder Mosteiro de Gondar

## Persönlichkeiten
- Rui Mendes (* 1999), portugiesisch-deutscher Fußballspieler